# Mountainbike-Eliminator-Weltmeisterschaften 2025
Bei den Mountainbike-Eliminator-Weltmeisterschaften 2025 wurden am 22. Juni im türkischen Sakarya die Weltmeister der Disziplin Cross-Country Eliminator ermittelt. Schauplatz der Wettkämpfe war die Radsportanlage Ayçiçeği Bisiklet Vadisi.
In der Qualifikation absolvierte jeder Teilnehmer eine Runde einzeln auf Zeit, anhand derer die Zuordnung zu den einzelnen Läufen erfolgte. In den Ausscheidungsrunden und Finalläufen wurde der Kurs jeweils zweimal absolviert. Es gab einen Wettkampf für Männer und einen für Frauen. Der Parcours war gegenüber früher erfolgten Weltcup-Runden verändert worden und bot mehr Überholmöglichkeiten.

## Männer
| Platz | Land | Name                  | Zeit        |
| ----- | ---- | --------------------- | ----------- |
| 1     | SWE  | Edvin Lindh           | 2:07,25 min |
| 2     | AUT  | Theo Hauser           | + 5,30 s    |
| 3     | SLO  | Matic Kranjec Žagar   | + 6,02 s    |
| 4     | BRA  | Luiz Henrique Cocuzzi | + 44,16 s   |

| Platz | Land | Name              | Zeit        |
| ----- | ---- | ----------------- | ----------- |
| 5     | GER  | Simon Gegenheimer | 2:14,96 min |
| 6     | FRA  | Kilian Hampiaux   | + 0,60 s    |
| 7     | ROU  | Ede-Karoly Molnar | + 0,64 s    |
| 8     | SLO  | Jakob Klemenčič   | + 9,34 s    |

Es gingen 42 Teilnehmer aus 18 Ländern in die Qualifikation, wo Edvin Lindh die schnellste Zeit setzte. In einem stark besetzten Viertelfinallauf schied zunächst der sechsfache Weltmeister Titouan Perrin-Ganier aus, in einem weiteren der Titelverteidiger Jeroen van Eck, der dem bis dato eher unbekannten Slowenen Matic Kranjec Žagar im Zielsprint unterlag. Kranjec Žagar kam bis ins Finale, wo er auf den dritten Platz kam. Unangefochtener Sieger des Finals war Lindh vor Theo Hauser. Der vierte Finalteilnehmer, Panamerika-Meister Luis Henrique Cocuzzi, war an zweiter Stelle liegend gestürzt.

## Frauen
| Platz | Land | Name               | Zeit        |
| ----- | ---- | ------------------ | ----------- |
| 1     | UKR  | Marija Suchopalowa | 2:26,65 min |
| 2     | FRA  | Isaure Medde       | + 3,41 s    |
| 3     | UKR  | Marija Scherstjuk  | + 6,68 s    |
| 4     | NED  | Didi de Vries      | + 32,65 s   |

| Platz | Land | Name                 | Zeit          |
| ----- | ---- | -------------------- | ------------- |
| 5     | GER  | Marion Fromberger    | 2:31,47 min   |
| 6     | EST  | Merili Sirvel        | + 1,01 s      |
| 7     | FRA  | Margaux Borrelly     | + 12,68 s     |
| 8     | CYP  | Constantina Georgiou | + 2:52,73 min |

Es gab 22 Teilnehmerinnen aus 9 Ländern. Nicht am Start waren die Titelverteidigerin Gaia Tormena sowie die ebenfalls aussichtsreiche Madison Boissière, die sich beide im Training verletzt hatten. Didi de Vries fuhr die schnellste Qualifikationszeit und kam ungefährdet ins Finale, musste dort jedoch ihren Anstrengungen Tribut zollen und wurde Vierte. Marija Suchapalowa gewann das Finale überlegen vor der Ex-Weltmeisterin Isaure Medde sowie ihrer Landsfrau Marija Scherstjuk.